# Desa Pende (administrativ by i Indonesien, lat -6,96, long 108,80)
Desa Pende är en administrativ by i Indonesien.   Den ligger i provinsen Jawa Tengah, i den västra delen av landet, 230 km öster om huvudstaden Jakarta.